# خعمواس
خعمواس أو خمواس أحد أبناء رمسيس الثاني من الأسرة 19. كان ولياً للعهد، ولكنه مات قبل أبيه. اهتم كثيراً بترميم ما تهدم من المعابد القديمة وبإحياء الشعائر والأعياد، ترك نقوشاً باسمه في أكثر المناطق الأثرية يشير فيها إلى أعماله. اشتهر في العصور المتأخرة بحكمته. وجدت أطلال قبره غير بعيدة عن أهرام الجيزة عند نزلة البطران.

## العائلة

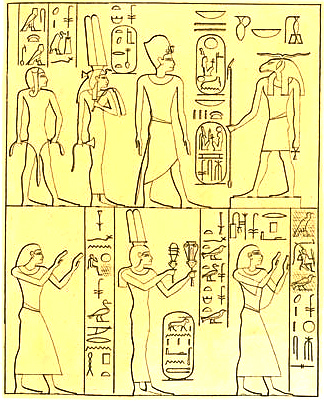
لوحة صخرية أسوان. الأعلى: رمسيس الثاني واستنفرت وخعمواس قبل خنوم. أسفل اليسار إلى اليمين: مرنبتاح بنت عنتا والأمير رمسيس.

خعمواس هو ابن رمسيس الثاني والملكة است نفرت. كان لديه شقيقان على الأقل:الأمير رمسيس هو أخوه الأكبر، ومرنبتاح هو أخوه الأصغر. كما كانت بنت عنثا أخته. تم تصوير هؤلاء الأشقاء الثلاثة على لوحة صخرية تسمى بلوحة أسوان مع ظهور الفرعون والملكة بجانب خع مواس، من المعروف أن خع مواست كان له ولدان وبنت. وقد ورد ذكر ابنه الأكبر، رمسيس (الذي اسماه على والدة رمسيس الثاني)، على تمثال من منف. يحمل رمسيس لقب "ابن الملك" على التمثال، والذي ينبغي تفسيره هنا على أنه حفيد الملك. يقول النص على العمود الظهري: "[إنه] [ابنه] العزيز الذي يخلد اسمه - ابن الملك، ممتاز في الحكمة، مستقيم العقل في كل عمل، عظيم في استنارته في كل الأوقات للحفاظ على القرابين من أجله". أبوه – رمسيس ابن الملك، مُبَرِّرٌ ومبجَّل.” أصبح ابنه الثاني، حوري، رئيس كهنة بتاح في منف خلال الجزء الأخير من الأسرة التاسعة عشرة. ومن المعروف أن خع مواس كان لديه ابنة اسمها استنفرت. ومن بين النساء الأخريات في المحكمة بهذا الاسم جدتها الملكة استنفرت وأخت والدها. ربما تكون ابنة خعمواس قد تزوجت من عمها الفرعون مرنبتاح. إذا كان الأمر كذلك، فإنها ستكون هي الملكة استنفرت الثانية.
لا يُعرف الكثير عن زوجة خع مواس، على الرغم من أن زوجته في القصة الديموطيقية ستنا الثانية تحمل اسم مهيوسكي.كما ان احد أحفاده معروف،وهو ابن حوري الذي سمى ابنه حوري أيضًا. أصبح حفيد خعمواس هذا فيما بعد وزيرًا لمصر خلال الفترة المضطربة في نهاية الأسرة التاسعة عشرة. وكان لا يزال يؤدي هذه الواجبات في عهد رمسيس الثالث.

## الحياة

### النشأة والحملات العسكرية
كان خع مواس ابن لرمسيس الثاني والملكة استنفرت. وُلِد في عهد جده الفرعون سيتي الأول وابنه الرابع عموماً. في حوالي العام الثالث عشر من حكم سيتي الأول، أخمد ولي العهد رمسيس ثورة صغيرة في النوبة. أخذ رمسيس معه في هذه الحملة العسكرية ابنيه الصغيرين أمونهرونمف وخعمواس. ربما كان عمر خعمواس أربعة سنوات فقط في هذا الوقت. يظهر خعمواست وشقيقه الأكبر وهم يهاجمون عربة في ساحة المعركة. وتم تسجيل الأحداث في مشاهد بمعبد بيت الوالي. 
نشأ خعمواست مع إخوته خلال فترة الصراع الخارجي وهو حاضر في مشاهد من معركة قادش، وحصار كود (نهارين)، وحصار دابور في سوريا. في مشاهد معركة قادش من العام الخامس لرمسيس الثاني، يظهر خعمواس وهو يقود أبناء رؤساء الأعداء حتي أمام الآلهة. هؤلاء الأمراء كانوا أسرى حرب. في المشاهد التي تصور معركة كود، يظهر خعمواس وهو يقود السجناء أمام والده ويعمل كمرافق لوالده. في العام العاشر من حكم رمسيس الثاني، كان خعمواس حاضرًا خلال معركة دابور.

### الكهنوت

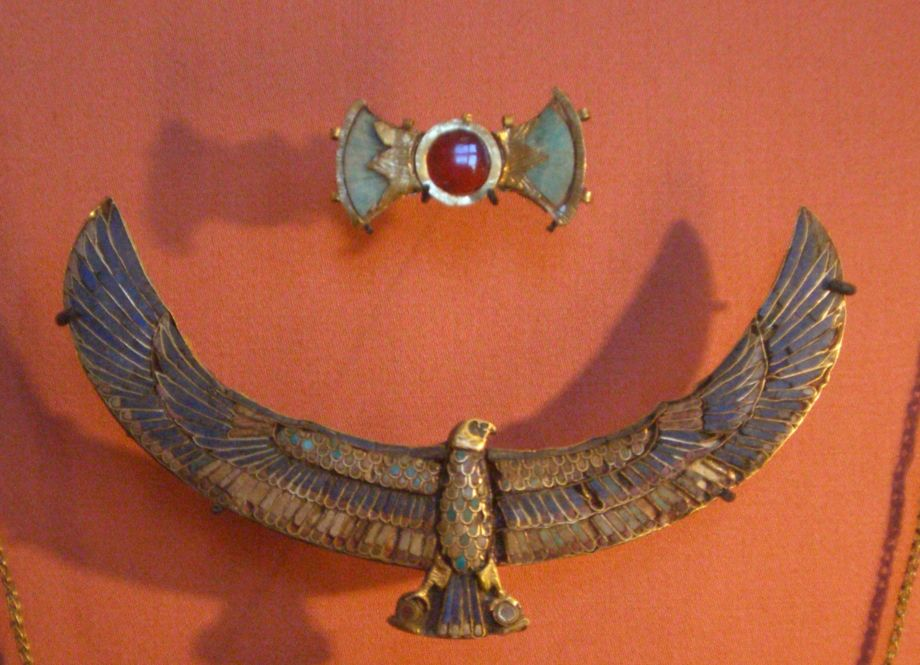
صدرية وبوق خع مواست

بعد هذه الفترة الأولية التي ربما تلقى فيها خعمواست بعض التدريب العسكري، أو على الأقل كان حاضرًا في ساحة المعركة، أصبح كاهنًا لبتاح في منف، وقد حدث هذا التعيين في العام 16 تقريبًا من حكم رمسيس الثاني. كان نائبًا لكاهن بتاح الأكبر المسمى هوي. خلال فترة عمله ككاهن كان خعمواست نشطًا جدًا في الطقوس، بما في ذلك دفن العديد من ثيران أبيس بسقارة. 

### ترميم الآثار
قام خع مواست بترميم آثار الملوك والنبلاء السابقين. تم العثور على نصوص ترميم مرتبطة بهرم أوناس في سقارة، ومقبرة شبسسكاف المسمى بمصطبة الفرعون، ومعبد الشمس نيوسر رع إيني، وهرم ساحورع، وهرم زوسر، وهرم أوسركاف. تظهر النقوش في معبد أوسركاف الهرمي خيمواست مع حاملي القرابين، وفي معبد ساحورع خع مواست الهرمي يقدم تمثال للإلهة باستت. 

### ولي العهد
شغل خعمواس منصب ولي العهد على العرش بين العامين 50 والعام 55 من حكم والده عندما توفي. وقد خلفه في هذا المنصب أخوه الشقيق مرنبتاح. كما شغل منصب حاكم منف. 

## دفن

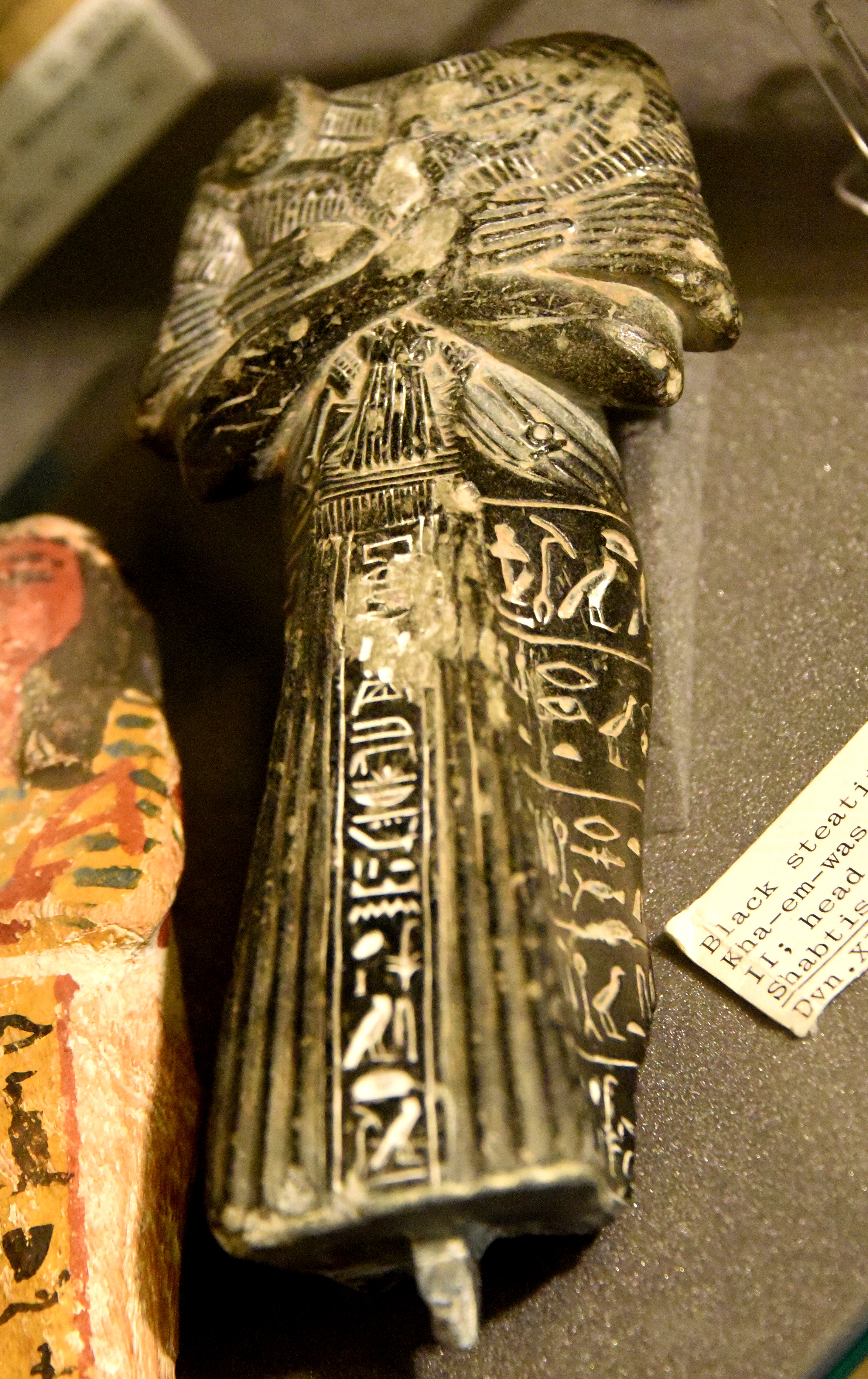
اوشبتي الخاص بخع مواست، الآن في متحف بتر للآثار المصرية

أثناء استكشاف سيرابيوم سقارة لأول مرة بين عامي 1851 و1853، واجه عالم المصريات الفرنسي أوغست مارييت صخرة ضخمة، لا يمكن تحريكها إلا باستخدام المتفجرات. وبمجرد إزالة بقايا الصخرة المحطمة، تم اكتشاف تابوت سليم يحتوي على مومياء رجل، مصحوبة بالعديد من الكنوز الجنائزية. غطى وجهه قناع ذهبي وتمائم تحمل اسمه الأمير خعمواست، ابن رمسيس الثاني وباني السرابيوم. لقد فُقدت هذه البقايا الآن، لكن علماء المصريات يعتقدون أن هذا لم يكن قبر خعمواست وأن البقايا كانت لثور أبيس تم تحويله إلى شكل بشري ليشبه الأمير. ويبدو من المرجح أنه تم دفنه مع إخوته في مقبرة 5، وهي مقبرة ضخمة شيدت في وادي الملوك لأبناء رمسيس الثاني.